# Dan Mazer
Daniel Gideon Mazer (Hillingdon, 4 de outubro de 1971) é um roteirista, produtor de televisão e humorista britânico.